# 观音堂 (长治)
36°13′40″N 113°04′30″E / 36.22778°N 113.07500°E
观音堂位于中国山西省长治市潞州区西郊大辛庄街道梁家庄村东，已列为全国重点文物保护单位。

## 历史
观音堂始建于明万历十年（1582年），清代修葺。

## 建筑
观音堂坐东朝西，前后二进院落，占地7400平方米，现存中轴线上的天王殿（山门）、献亭、正殿（观音殿），以及两侧的钟鼓楼及南北配殿。其中正殿观音殿为明代原构，余为清代所建。

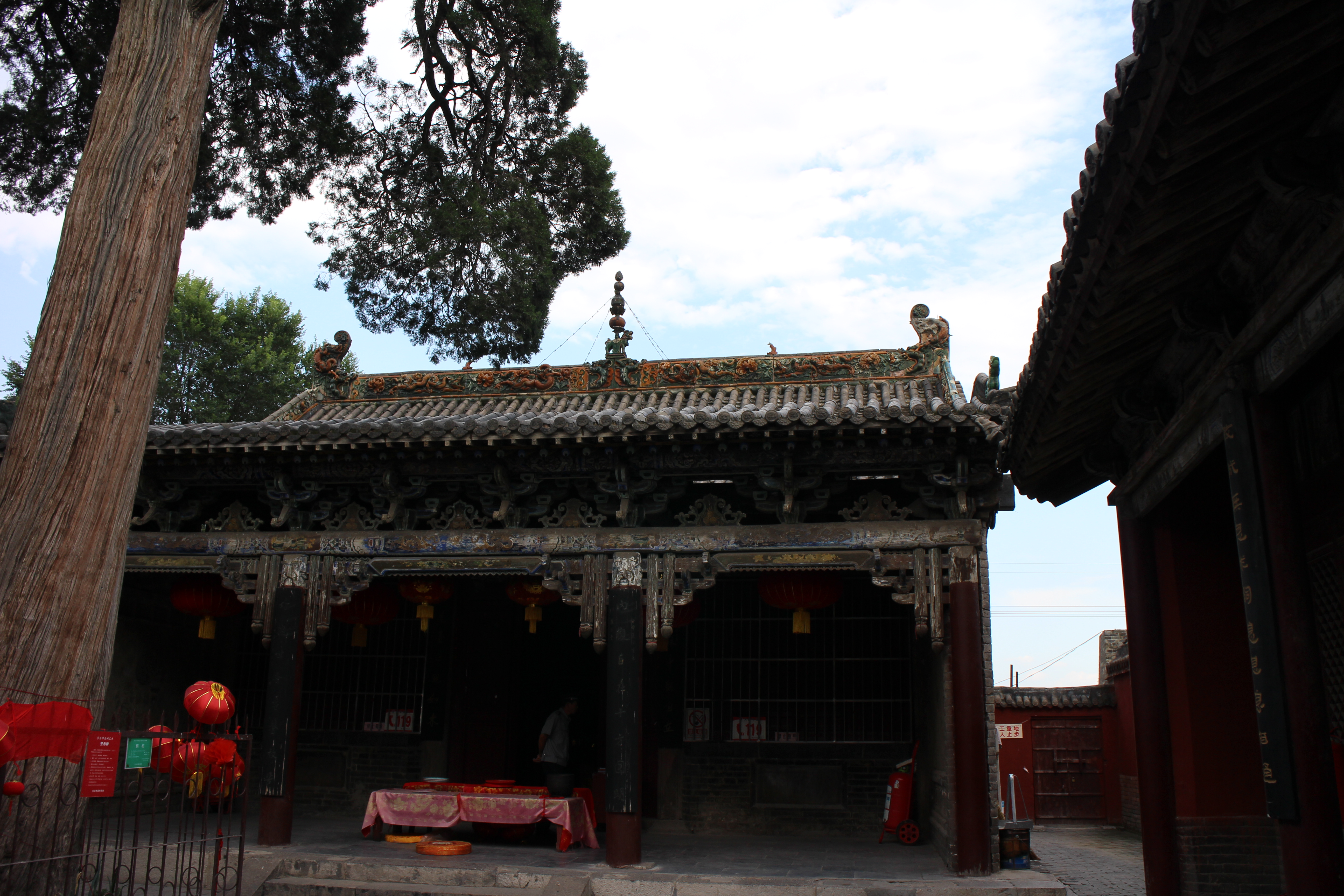
观音堂正殿（2014年8月）

正殿（观音殿）建于明万历十年（1582年），面阔三间，进深四椽，单檐悬山顶。黄绿两色琉璃瓦顶色彩绚丽，纹饰为蟠龙与西番莲纹样。匾额“观音堂”为万历十一年（1583年）兵部侍郎郜钦所题。

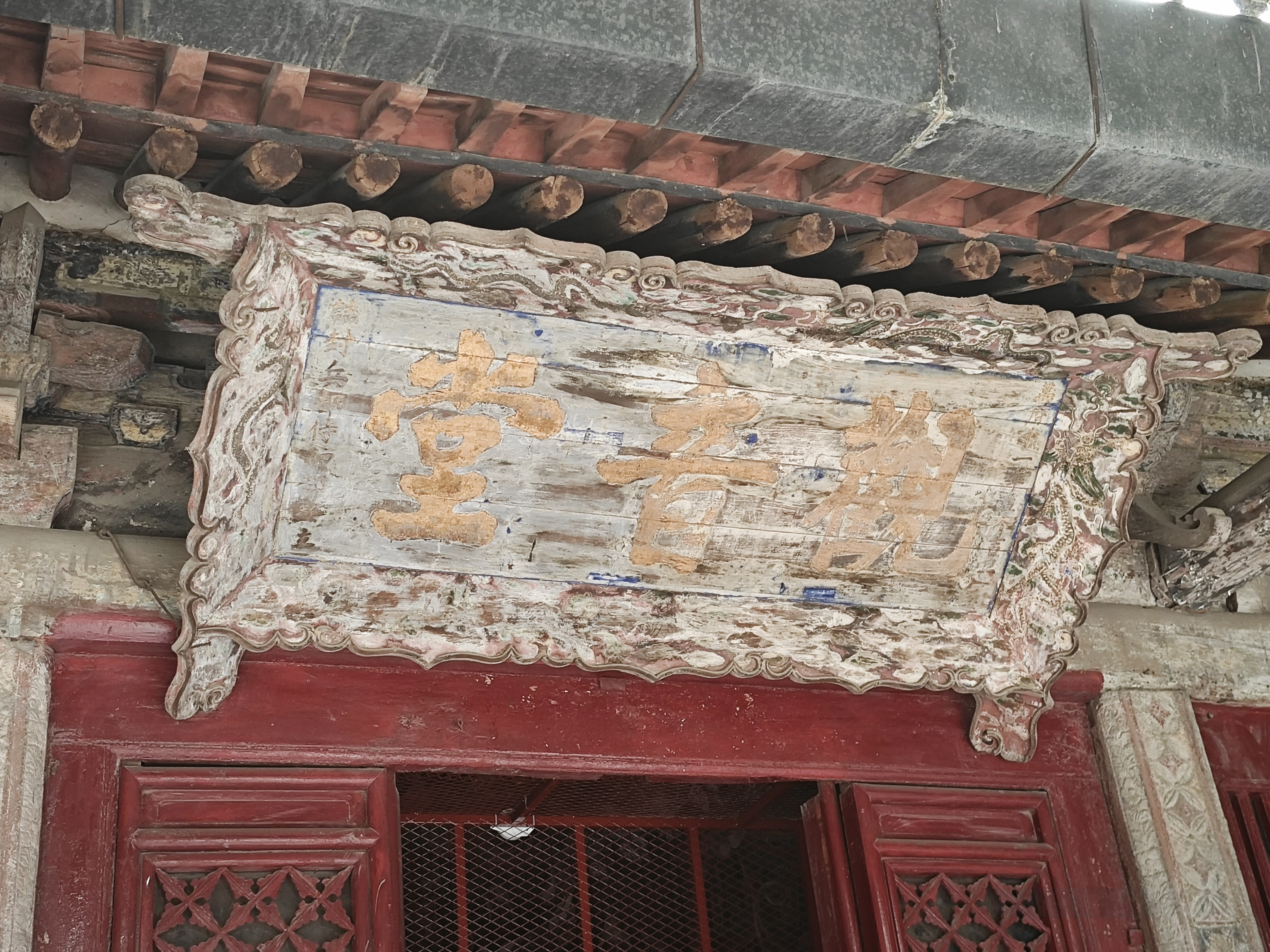
“观音堂”匾额（2024年10月）

殿内有明代悬塑五百余尊，布满墙面、屋架、门窗各处，描金彩绘，刻画极为细腻精美，生动传神。塑像涉及儒佛道三教，释迦牟尼居中，老子、孔子分列左右。佛坛上供奉观音、文殊和普贤三位菩萨，后壁描绘佛传故事。两侧分别塑有十八罗汉、二十四诸天尊神、十二圆觉菩萨，第四层，南壁为道教人物，北壁为儒教人物。

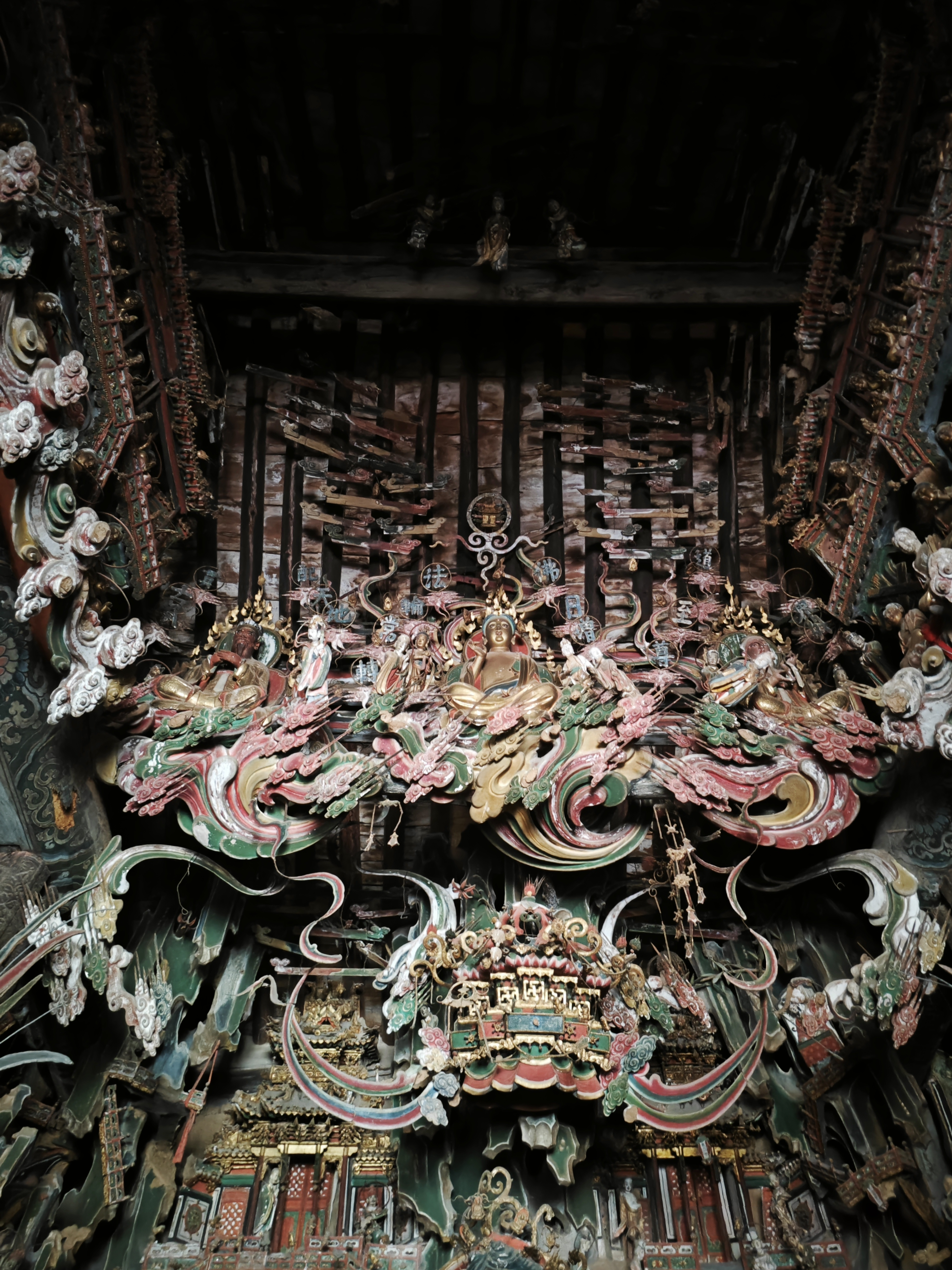
“观音堂”内，释迦牟尼居中，老子、孔子分列左右（2024年10月）

## 保护
2001年6月25日，观音堂公布为第五批全国重点文物保护单位，编号5-232，古建筑类，年代为明。

## 衍生
在游戏《黑神话悟空》中，观音堂为其取景地之一。